# Seksuele penetratie

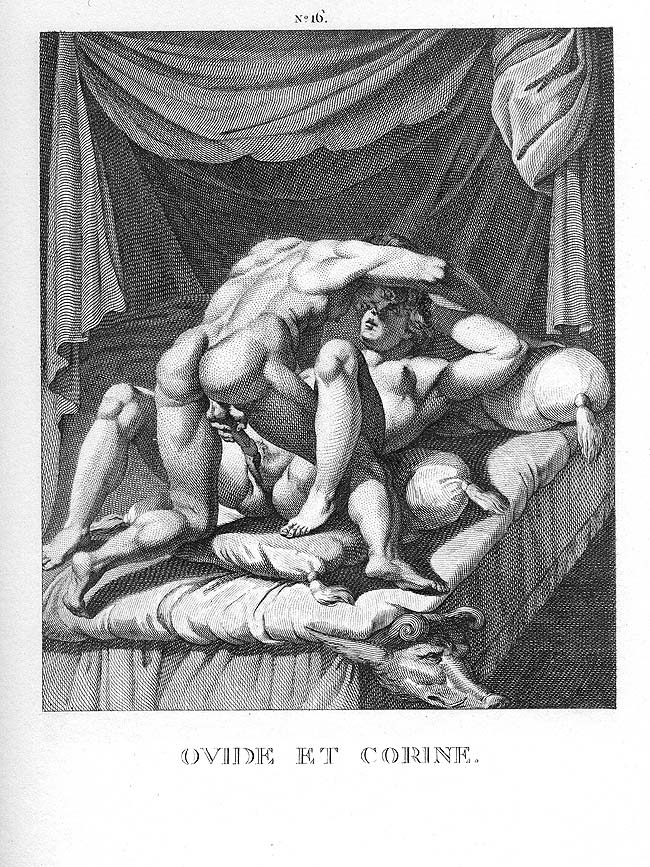
Penetratie in de missionarispositie, gravure door Agostino Carracci

Seksuele penetratie is de inbrenging van de menselijke penis of een ander lichaamsdeel of voorwerp in een lichaamsopening met als doel het beleven van een seksuele ervaring.
Afhankelijk van gebruikte lichaamsopening spreekt men van:
- vaginale seks
- orale seks
- anale seks

Het Nederlandse Wetboek van Strafrecht spreekt bij enkele zedendelicten over het seksueel binnendringen van het lichaam.